# Croix monumentale (La Longine)
La croix monumentale de La Longine est une croix située à La Longine, en France.

## Localisation
La croix est située sur la commune de La Longine, dans le département français de la Haute-Saône.

## Historique
L'édifice,  datant du 17e siècle, est classé au titre des monuments historiques en 1992.